# Chesapeake City
Chesapeake City je město v Cecil County ve státě Maryland v USA. Podle sčítání lidu v roce 2010 mělo 673 obyvatel.
Město bylo původně pojmenováno českým kolonizátorem Augustinem Heřmanem jako Village of Bohemia (česká vesnice), nebo Bohemia Manor (české panství), ale název byl změněn v roce 1839 při stavbě průplavu Chesapeake and Delaware Canal.

## Historie
Obec byla založena kolem roku 1661 exulantem z doby pobělohorské Augustinem Heřmanem. Připomínkou českého osídlení je název školy Bohemia Manor High School založené v roce 1958. Systém škol Bohemia Manor Middle School byl ale později přejmenován na Cecil County Public Schools.  
Město bylo rozděleno na severní a jižní část, kdy jej rozdělil průplav C&D Canal, procházející středem města. Obě části byly spojeny padacím mostem až do roku 1942, kdy byl zničen nákladní lodí, která jej strhla. V roce 1949 byl otevřen most nový, který měl být natolik vysoký, aby pod ním mohly projít tankery, což vedlo k tomu, že už po něm nemohly přejíždět automobily. Důsledkem toho byl pokles obchodu v následujících desetiletích.